# Китайская оккупация Монголии

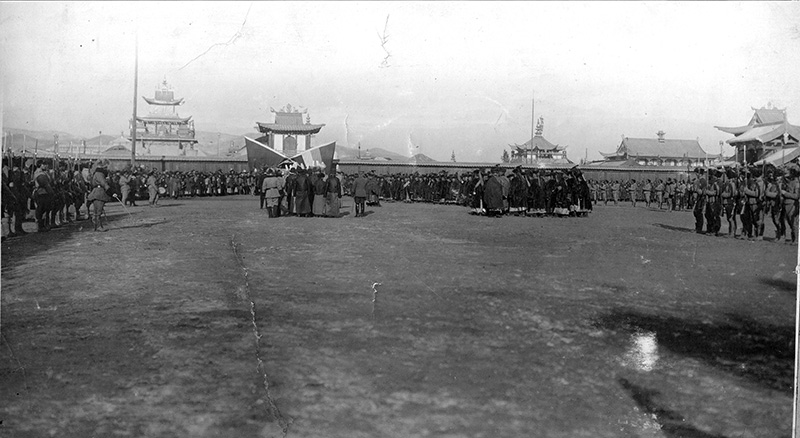
Церемония отмены автономии в Монголии

Китайская оккупация Монголии (монг. Гадаад Монголын өөртөө эзэрхэх засгийг устгасан нь, кит. 外蒙古撤銷自治) началась с занятия генералом Сюй Шучжэном столицы страны, Урги, в октябре 1919 года, и окончилась в феврале 1921 года с освобождением города войсками под командованием генерала Р. Ф. Унгерн-Штернберга.

## История

### Предыстория
Во второй половине 1911 года череда событий как в самой Внешней Монголии, так и во всей остальной империи Цин (Синьхайская революция) привели к провозглашению независимости Монголии, поддержанному Российской империей. В стране установилась теократическая монархия во главе с Богдо-ханом. В 1915 году по трёхстороннему Кяхтинскому соглашению Внешняя Монголия признала сюзеренитет Китайской республики на правах автономии; прежняя имперская ассимиляционистская политика Китая в отношении монголов отменялась; наместники Китая располагались в Урге (ургинским наместником стал Чэнь И), а также в Кобдо и Улясутае. Ввод китайских войск, за исключением консульского конвоя в 50 человек, запрещался. Чэнь И в надлежащих случаях осуществлял функции верховной власти в Монголии от имени пекинского правительства.

### Предпосылки
Гражданская война в России ослабила русское влияние в Монголии, и уже в 1918 году в Ургу по просьбе части членов монгольского руководства прибыл небольшой китайский корпус. Часть монгольской знати, недовольная богдо-ханским правительством, всё больше симпатизировала возвращению прямого китайского управления Халхой.

#### План вторжения в Монголию

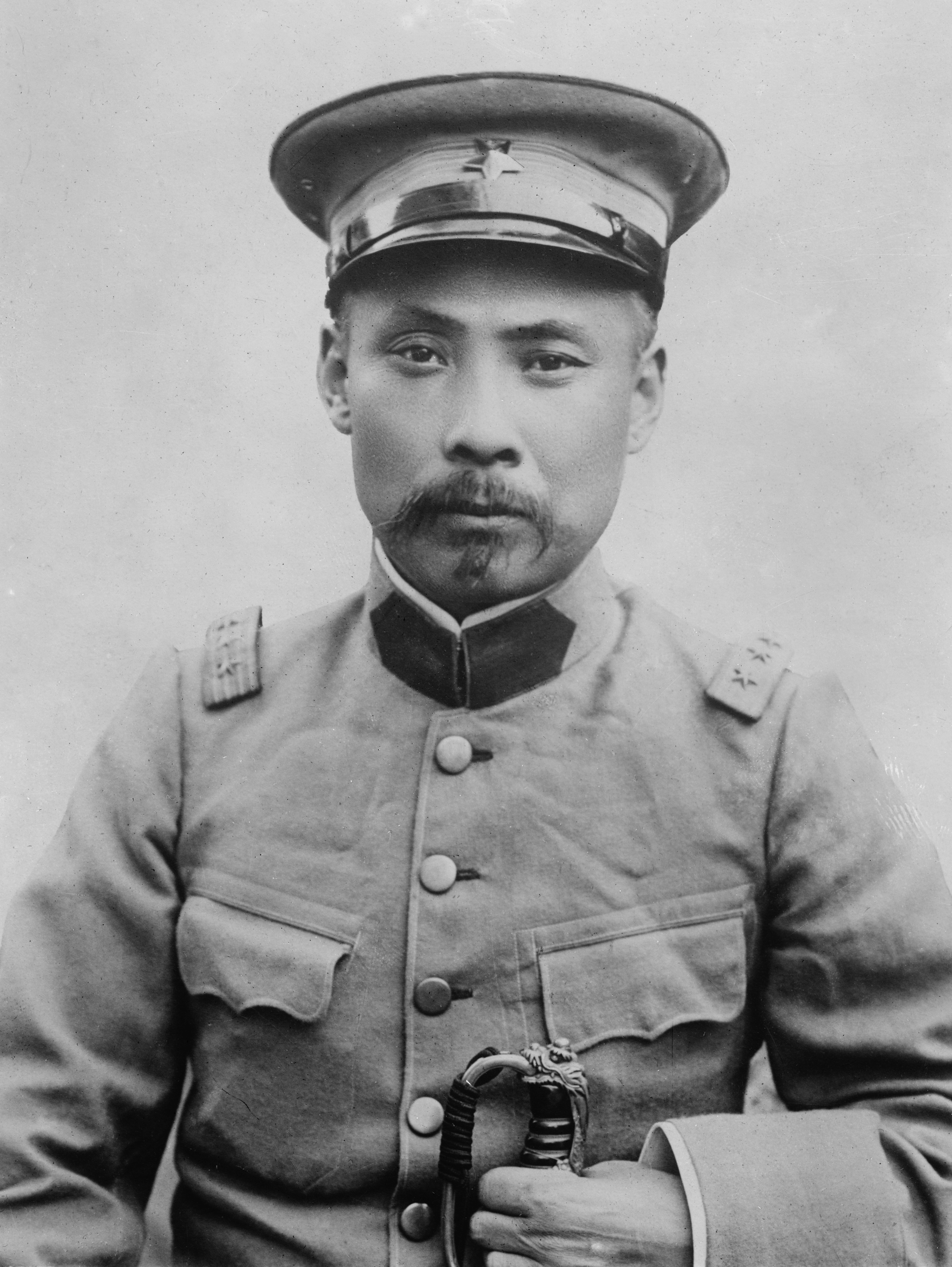
Дуань Цижуй

Полномасштабное вторжение в Монголию было замыслом премьер-министра Китайский республики, члена аньхойской клики Дуань Цижуя, который, втянув Китай в Первую мировую войну, получил ряд крупных займов от Японской империи на реорганизацию армии. Займы, полученные помимо военного министерства и контролировавшиеся лично им как директором Бюро по вопросам участия в войне, были потрачены на создание армии, так и не принявшей участия в боевых действиях за границей. По окончании войны политические противники Дуаня потребовали расформирования новой армии, опасаясь её использования Дуанем против них; и применение новой армии Дуань определил как поход в Монголию с целью ликвидации её независимости. Этим актом Дуань Цижуй намеревался восстановить собственную репутацию патриота, пошатнувшуюся после уступки Шаньдуна Японии на Парижской мирной конференции.

#### Реформы Чэнь И и прокитайская партия в Монголии
В период 1918—1919 годов Чэнь И вёл курс на сохранение статус-кво. Он «подтвердил» ханский статус Богдо-гэгэна и все его указы, изданные с 1911 года, даровал ему титулы «Наставника Президента Соединённого государства» и «Владыки жёлтой веры Внешней Монголии» и выделил ему и его жене Цэндийн Дондогдулам по 30 тыс. лян казённого содержания. Исполнительная власть в стране поручалась избираемому князьями из своей среды премьер-министру, кабинету министров и двум законодательным палатам.
К лету 1919 года среди некоторых князей, министров и высших лам Внешней Монголии возобладало настроение отказа от автономии. Эти настроения усилились после смерти в феврале 1919 года председателя совета министров Сайн-Нойон-хана Намнансурэна (предположительно, отравлен сторонниками усиления власти духовенства); расколол национальную элиту и вопрос о его преемнике. Кроме того, численность не плативших государственные налоги шабинаров (аратов Богдо-хана) увеличивалась за счёт населения хошунов, управляемых князьями, в результате чего они теряли своих налогоплательщиков, и к 1919 году составили четверть всего населения Внешней Монголии. Активными сторонниками отмены автономии были министр иностранных дел Цэрэндорж, князья Ширнин-Дамдин и Дархан-чин-ван, и даже глава правительства Бадамдорж — один из высших лам Монголии. Таким образом, в свете политического кризиса страны часть монгольской знати, под давлением находившихся в стране китайцев, подписала заявление о присоединении к Китайской республике.
Китайский сановник в Урге Чэнь И опубликовал «Положение об управлении Внешней Монголией», одним из пунктов которого было восстановление всех аннулированных в 1911 году долгов монголов китайским фирмам и ростовщикам, заключённых на основе кабальной круговой поруки, с учётом процентов с 1911 года. В октябре 1919 года Чэнь И, с одобрения Богдо-хана, вынес на обсуждение парламента т. н. «Шестьдесят четыре статьи», практически восстанавливающие в Монголии цинские порядки. Верхняя палата высказалась «за»; нижняя — «против». «Шестьдесят четыре статьи» были отосланы в Пекин. По сведениям китайских источников, Богдо-гэгэн по прошествии нескольких дней послал курьеров с собственных письмом, утверждая, что это — происки Чэнь И, и требуя его отставки. Несмотря на это, в Китае эти «Статьи» были ратифицированы.

### Китайский режим в Монголии

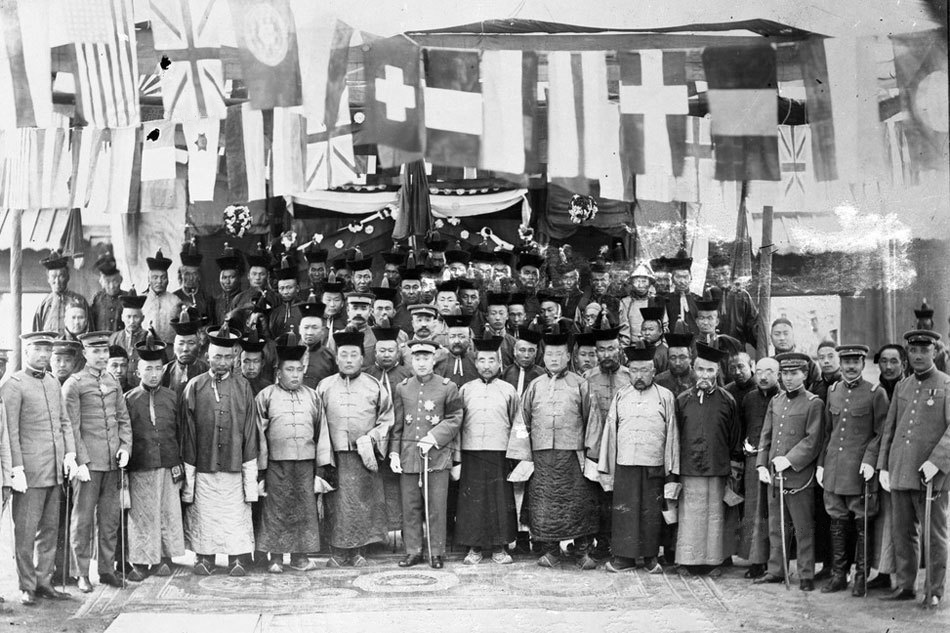
Сюй Шучжэн и дворянство в Улан-Баторе 1919

#### Ввод войск
Армия, созданная Дуанем для участия в войне, была переименована в «Северо-Западную пограничную армию». Командармом Дуань назначил своего ближайшего сподвижника в аньхойской клике, генерала Сюй Шучжэна. Было объявлено, что поход Армии организуется по просьбе нескольких монгольских нойонов с целью защиты страны от вторжения из России большевистских войск. Другой формальной причиной Китай назвал опасность для него, якобы существующую со стороны «Правительства Великой Монголии» созданного в 1919 году во главе с внутреннемонгольским ламой Нэйсэ-гэгэном Мэндэбаяром на ст. Даурия, которое поддерживал атаман Семёнов.
В 1918—1919 годах монгольское правительство направило большую часть своих войск в Урянхай (Туву) с целью установления своего суверенитета над этой территорией. Пользуясь отсутствием крупных монгольских сил в Урге, Сюй в октябре 1919 года с авангардом в 4 тыс. чел. с лёгкостью занял Ургу, а прибывшие позже 10 тыс. оккупировали всю страну. Позже китайцы несколько раз занимали русский Троицкосавск (Кяхту) по согласованию с военными властями этого города.
Молниеносная оккупация Монголии была с восторгом встречена в Китайской республике, в том числе и оппозиционным Дуаню суньятсеновским правительством Южного Китая.

#### Ликвидация автономии

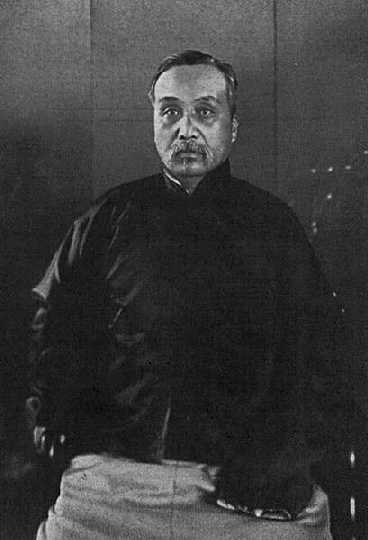
Сюй Шичан

Сюй инициировал внесение в парламент собственных «Девяти статей», гораздо более радикальных, нежели «Статьи» Чэнь И. Богдо-гэгэн вновь вынес их на обсуждение; вновь верхняя палата высказалась за ликвидацию автономии, нижняя — за её сохранение. Однако 15 ноября после ультиматума Сюя и давления китайских войск пятью министрами правительства «Коллективная петиция правительства, князей и лам Внешней Монголии», ратифицирующая «Статьи», была подписана. Сам Богдо-хан отказался прикладывать печать к этому документу, и 17 ноября он был передан Сюю. Чэнь И был выслан в Пекин для разбирательства по поводу несоответствия его политики курсу китайской великодержавности.
22 ноября 1919 года президент Китайской республики Сюй Шичан утвердил положения этого документа и расторг трехстороннее Кяхтинское соглашение 1915 года, определявшее статус Монголии как автономной части Китая. В декабре монгольское правительство было распущено, а монгольская армия — разоружена и расформирована. Сюй нанёс визит в Пекин, где его встречали, как героя.
По возвращении в Монголию Сюй торжественно ввёз в Ургу портрет президента Китайской республики. В феврале 1920 года он председательствовал на церемонии челобития-коутоу Богдо-хана и правительства страны портрету своего брата Сюй Шичана. Сюй Шучжэн, будучи в должности генерал-губернатора северо-западных провинций Китая, повёл политику, противоречащую национальным интересам монголов.

#### Внутренняя политика
В планах китайцев было строительство нескольких железнодорожных линий: от Долоннора — на Хайлар; на Акшу; на Ургу — Улясутай — Урянхай; Шанхай — Нанкин — Лач — Кобдо; Урумчи — Турфан — Хами. Дальнейший план предусматривал переселение в Синьцзян и Монголию десятков миллионов ханьцев из Внутреннего Китая для полной ассимиляции местного населения. Фактически это была реабилитация «новой политики», — тотальной китаизации «инородцев», проводившейся в последние годы цинской империи.
После того, как Сюй Шучжэн потерпел поражение в Чжили-Аньхойской войне), на его место в Ургу вернулся Чэнь И, при котором китайский оккупационный режим был несколько смягчён; однако оставшиеся в столице генералы Чжан Циньхуй, Го Сунлин и Ма фактически ему не подчинялись. В Урге возникло несколько подпольных антикитайских групп, в конечном итоге обратившимся за помощью в советский Иркутск.

#### Военный переворот

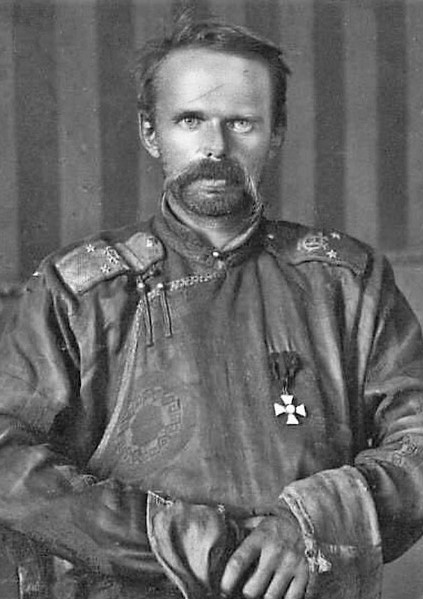
Р. Ф. Унгерн-Штернберг

В октябре 1920 года в Монголию из Даурии вошла Азиатская дивизия русского белого генерала Р. Ф. Унгерн-Штернберга, намереваясь выйти через Ургу и Маймачен в тыл красным в Бурятию. Китайские власти не дали согласия на проход дивизии, и стали готовиться к обороне. Китайский генералитет отстранил Чэнь И от дел; в городе было объявлено военное положение; гарнизон был переведён из казарм на постой к горожанам. По наводке русских большевистских резидентов китайцами были проведены массовые аресты русского населения Урги, сочувствовавшего белым.
Намереваясь пополнить личный состав дивизии за счёт русских колонистов Урги, Унгерн-Штернберг штурмовал город, однако был отброшен десятитысячным китайским гарнизоном.

### Падение китайского оккупационного режима
В декабре и январе к Унгерну приезжали посланцы от Богдо-хана, в котором он призывал начдива освободить Монголию от китайцев; Богдо-хан благословил и монгольских князей на помощь Унгерну в этом деле. В результате боя 1—4 февраля 1921 года полторы тысячи унгерновцев разбили и разогнали китайский гарнизон Урги; Унгерн объявил о реставрации монгольской монархии (сам Унгерн признавал над Монголией сюзеренитет маньчжурской династии, которую мечтал реставрировать, но не гоминьдановского, республиканского Китая). Чэнь И выехал в Маньчжурию через советскую территорию.
В течение следующего месяца войска Унгерна вместе с монгольскими формированиями очищали территорию страны от покидавших её китайцев. 18 марта монгольские революционные войска под командованием Сухэ-Батора при содействии Дальневосточной Республики разбили китайский гарнизон Маймачена.

## Итоги
Китайская оккупация Монголии в 1919—1921 годах была вторым, после цинского периода, и последним случаем установления иностранного правления в стране. Именно вследствие китайской оккупации в Монголии появились группы, эволюционировавшие в Монгольскую народно-революционную партию, пришедшую к власти в 1921 году. В Китае оккупация Монголии была одной из причин падения режима Дуань Цижуя.
Людские потери монгольского населения за весь период китайской оккупации составили 17 тыс. чел., из них до 2 тыс. убитыми, остальные — жертвы голода.